# University of California, Irvine Men's Volleyball 2013
Questa voce raccoglie le informazioni riguardanti la University of California, Irvine Men's Volleyball nella stagione 2013.

## Stagione
La stagione 2013 è la seconda alla guida del programma per David Kniffin, affiancato da Mark Presho e dal nuovo arrivato Armen Zakarian nel ruolo di assistenti.
Sei giocatori entrano a far parte del programma in sostituzione dei sette che lo lasciano, tra i quali spiccano Carson Clark, diventato professionista nella Ligue A francese, e Daniel McDonnell, diventato professionista nella SM-Liiga finlandese col Raision Loimu.
La stagione si apre il 4 gennaio 2013, con l'incontro vinto per 3-2 contro la California Baptist University. Gli Anteaters giocano in casa i successivi quattro incontri, fruttando un filotto di quattro successi consecutivi, prima di cedere in casa alla University of Southern California. Nei primi tre incontri in trasferta arrivano altre tre battute d'arresto, rispettivamente contro la California Baptist University, la Brigham Young University e la California State University, Northridge. Dopo queste tre battute d'arresto il programma centra ben dieci successi consecutivi, prima di cadere in casa, nuovamente contro la Brigham Young University. Nelle ultime nove partite della fase classificatoria arrivano sette successi e due sconfitte, una in casa della Pepperdine University e l'altra interna contro la University of California, Los Angeles.
Gli Anteaners si presentano al Torneo MPSF come testa di serie numero 2, ospitando il match dei quarti di finale in cui superano con un combattuto 3-2 la University of California, Santa Barbara. In semifinale però perdono contro la California State University, Long Beach, testa di serie numero 3.
Nonostante la sconfitta, il programma accede comunque alla Final Four giocata al Pauley Pavilion di Los Angeles come squadra non vincitrice di conference, su invito dell'AVCA, che, come sempre, è solita inviare la wild card alla formazione esclusa col miglior record di vittorie. Gli Anteaters sono così la testa di serie numero 2 ed affrontano in semifinale la testa di serie numero 3, la Loyola University Chicago, battuta in tre set; in finale c'è il derby di conference contro i Cougars della solita Brigham Young University, dove gli Anteaters riescono a battere i rivali per la prima volta in stagione, aggiudicandosi il quarto titolo di Division I NCAA della propria storia, il secondo consecutivo.
Tra i giocatori si distinguono notevolmente Michael Brinkley, Kévin Tillie e Collin Mehring, insigniti di tre riconoscimenti individuali ciascuno; tra gli altri ricevono alcuni premi anche Connor Hughes, Most Valuable Player della Final Four NCAA, Christopher Austin e Scott Kevorken.

## Organigramma societario
Area direttiva
- Presidente: Mike Izzi

Area tecnica
- Allenatore: David Kniffin
- Assistente allenatore: Mark Presho, Armen Zakarian

## Rosa
| N° | Nome               | Ruolo | Data di nascita  | Nazionalità sportiva | Anno      |
| -- | ------------------ | ----- | ---------------- | -------------------- | --------- |
| 1  | Andrew Benz        | C     | 21 aprile 1994   | Stati Uniti          | Freshman  |
| 2  | Connor Hughes      | S     | ?                | Stati Uniti          | Junior    |
| 3  | Christopher Austin | P     | 9 luglio 1991    | Stati Uniti          | Senior    |
| 4  | Travis Woloson     | S     | ?                | Stati Uniti          | Sophomore |
| 5  | Michael Saeta      | P     | 19 aprile 1994   | Stati Uniti          | Freshman  |
| 6  | Daniel Stork       | P     | ?                | Stati Uniti          | Junior    |
| 7  | Kévin Tillie       | S     | 2 novembre 1990  | Francia              | Senior    |
| 8  | Michael Brinkley   | L     | 15 ottobre 1992  | Stati Uniti          | Sophomore |
| 9  | Phillip Friedman   | S     | ?                | Stati Uniti          | Freshman  |
| 11 | Scott Kevorken     | C     | 16 febbraio 1991 | Stati Uniti          | Junior    |
| 12 | Dillon Hoffman     | L     | ?                | Stati Uniti          | Freshman  |
| 13 | Collin Mehring     | C     | ?                | Stati Uniti          | Junior    |
| 14 | Jeremy Dejno       | S     | ?                | Stati Uniti          | Junior    |
| 15 | Kyle Russell       | S     | 25 agosto 1993   | Stati Uniti          | Freshman  |
| 16 | Ian Castellana     | C     | ?                | Stati Uniti          | Junior    |
| 17 | Zachary La Cavera  | O     | 1º gennaio 1993  | Stati Uniti          | Sophomore |
| 19 | Jason Agopian      | C     | ?                | Stati Uniti          | Freshman  |

## Mercato
| Acquisti | Acquisti         | Acquisti             | Acquisti   |
| R.       | Nome             | da                   | Modalità   |
| -------- | ---------------- | -------------------- | ---------- |
| C        | Andrew Benz      | Esperanza HS         | definitivo |
| P        | Michael Saeta    | Polytechnic HS       | definitivo |
| S        | Phillip Friedman | Capistrano Valley HS | definitivo |
| L        | Dillon Hoffman   | San Clemente HS      | definitivo |
| S        | Kyle Russell     | Del Oro HS           | definitivo |
| C        | Jason Agopian    | Polytechnic HS       | definitivo |

| Cessioni | Cessioni         | Cessioni      | Cessioni         |
| R.       | Nome             | a             | Modalità         |
| -------- | ---------------- | ------------- | ---------------- |
| S        | Kevin Carroll    | -             | termine carriera |
| C        | Daniel McDonnell | Raision Loimu | definitivo       |
| O        | Carson Clark     | Montpellier   | definitivo       |
| L        | Will Thomas      | -             | termine carriera |
| C        | Austin D'Amore   | -             | termine carriera |
| L        | Will Montgomery  | -             | termine carriera |
| S        | Alex Reis        | -             | termine carriera |

## Risultati

### Division I NCAA

#### Regular season

##### Girone
| 4 gennaio 2013 Thunderdome, Santa Barbara       | UC Irvine           | 3 - 0 | California Baptist  | 29-27, 25-22, 25-22               |
| 4 gennaio 2013 Thunderdome, Santa Barbara       | UC Irvine           | 3 - 0 | CSU Long Beach      | 25-20, 25-23, 25-14               |
| 5 gennaio 2013 Thunderdome, Santa Barbara       | UC Irvine           | 3 - 2 | UC Los Angeles      | 25-17, 25-17, 24-26, 22-25,15-13  |
| 7 gennaio 2013 Bren Center, Irvine              | UC Irvine           | 3 - 0 | Pepperdine          | 25-22, 25-20, 25-21               |
| 11 gennaio 2013 Bren Center, Irvine             | UC Irvine           | 0 - 3 | Southern California | 21-25, 23-25, 25-27               |
| 16 gennaio 2013 Van Dyne Gym, Riverside         | California Baptist  | 3 - 2 | UC Irvine           | 22-25, 19-25, 25-16, 25-22, 15-13 |
| 18 gennaio 2013 Smith Fieldhouse, Provo         | Brigham Young       | 3 - 1 | UC Irvine           | 25-20, 25-23, 19-25, 25-22        |
| 23 gennaio 2013 The Matadome, Los Angeles       | CSU Northridge      | 3 - 1 | UC Irvine           | 25-23, 19-25, 20-25, 13-25        |
| 25 gennaio 2013 Bren Center, Irvine             | UC Irvine           | 3 - 2 | CSU Long Beach      | 23-25, 25-19, 20-25, 25-16, 15-13 |
| 29 gennaio 2013 Pauley Pavilion, Los Angeles    | UC Los Angeles      | 2 - 3 | UC Irvine           | 19-25, 25-22, 25-20, 20-25, 11-15 |
| 30 gennaio 2013 Rob Gym, Santa Barbara          | UC Santa Barbara    | 0 - 3 | UC Irvine           | 23-25, 25-27, 26-28               |
| 8 febbraio 2013 Burnham Pavilion, Palo Alto     | Stanford            | 1 - 3 | UC Irvine           | 18-25, 18-25, 25-20, 23-25        |
| 9 febbraio 2013 Alex G. Spanos Center, Stockton | Pacific             | 0 - 3 | UC Irvine           | 16-25, 15-25, 21-25               |
| 14 febbraio 2013 Bren Center, Irvine            | UC Irvine           | 3 - 1 | UC Santa Barbara    | 20-25, 25-19, 25-21, 25-22        |
| 16 febbraio 2013 RIMAC Arena, La Jolla          | UC San Diego        | 1 - 3 | UC Irvine           | 20-25, 19-25, 21-25, 22-25        |
| 18 febbraio 2013 Bren Center, Irvine            | UC Irvine           | 3 - 2 | Hawaii              | 21-25, 25-14, 21-25, 25-17, 15-11 |
| 19 febbraio 2013 Bren Center, Irvine            | UC Irvine           | 3 - 0 | Hawaii              | 25-20, 25-22, 25-11               |
| 27 febbraio 2013 Bren Center, Irvine            | UC Irvine           | 3 - 2 | California Baptist  | 25-19, 25-19, 24-26, 16-25, 15-11 |
| 1º marzo 2013 Bren Events Center, Irvine        | UC Irvine           | 2 - 3 | Brigham Young       | 25-22, 26-24, 23-25, 23-25, 11-15 |
| 9 marzo 2013 Walter Pyramid, Long Beach         | CSU Long Beach      | 1 - 3 | UC Irvine           | 23-25, 27-29, 25-23, 22-25        |
| 12 marzo 2013 Firestone Fieldhouse, Malibù      | Pepperdine          | 3 - 1 | UC Irvine           | 26-28, 25-23, 26-24, 25-20        |
| 15 marzo 2013 Lyon Center, Los Angeles          | Southern California | 0 - 3 | UC Irvine           | 18-25, 20-25, 21-25               |
| 30 marzo 2013 Bren Center, Irvine               | UC Irvine           | 1 - 3 | UC Los Angeles      | 16-25, 16-25, 25-19, 17-25        |
| 31 marzo 2013 Bren Center, Irvine               | UC Irvine           | 3 - 2 | UC San Diego        | 23-25, 21-25, 25-13, 25-21, 15-10 |
| 5 aprile 2013 Bren Center, Irvine               | UC Irvine           | 3 - 0 | Stanford            | 25-20, 25-20, 25-19               |
| 6 aprile 2013 Crawford Court, Irvine            | UC Irvine           | 3 - 0 | Pacific             | 25-20, 25-16, 25-18               |
| 10 aprile 2013 Bren Center, Irvine              | UC Irvine           | 3 - 0 | CSU Northridge      | 25-19, 25-19, 25-22               |
| 13 aprile 2013 Bren Center, Irvine              | UC Irvine           | 3 - 0 | Penn State          | 25-20, 25-20, 25-14               |

##### Torneo MPSF
| 20 aprile 2013 - Quarti di finale Bren Center, Irvine | UC Irvine #2 | 3 - 2 | UC Santa Barbara #7 | 26-24, 22-25, 20-25, 25-19, 15-10 |
| 25 aprile 2013 - Semifinale Smith Fieldhouse, Provo   | UC Irvine #2 | 2 - 3 | CSU Long Beach #3   | 22-25, 25-22, 25-20, 15-25, 20-22 |

#### Post-season
| 2 maggio Pauley Pavilion, Los Angeles          | UC Irvine #2     | 3 - 0 | Loyola Chicago #3 | 26-24, 25-18, 29-27 |
| 4 maggio - Finale Pauley Pavilion, Los Angeles | Brigham Young #1 | 0 - 3 | UC Irvine #2      | 23-25, 22-25, 24-26 |

## Statistiche

### Statistiche di squadra
| Competizione    | Punti | In casa | In casa | In casa | In trasferta | In trasferta | In trasferta | Campo neutro | Campo neutro | Campo neutro | Totale | Totale | Totale |
| Competizione    | Punti | G       | V       | P       | G            | V            | P            | G            | V            | P            | G      | V      | P      |
| --------------- | ----- | ------- | ------- | ------- | ------------ | ------------ | ------------ | ------------ | ------------ | ------------ | ------ | ------ | ------ |
| NCAA Division I | .750  | 15      | 12      | 3       | 11           | 8            | 3            | 6            | 5            | 1            | 32     | 25     | 7      |
| Totale          | .750  | 15      | 12      | 3       | 11           | 8            | 3            | 6            | 5            | 1            | 32     | 25     | 7      |

G = partite giocate; V = partite vinte; P = partite perse

### Statistiche dei giocatori
| Giocatore     | Division I NCAA | Division I NCAA | Division I NCAA | Division I NCAA | Division I NCAA | Totale | Totale | Totale | Totale | Totale |
| Giocatore     | P               | PT              | AV              | MV              | BV              | P      | PT     | AV     | MV     | BV     |
| ------------- | --------------- | --------------- | --------------- | --------------- | --------------- | ------ | ------ | ------ | ------ | ------ |
| J. Agopian    | 31              | 33              | 20              | 13              | 0               | 31     | 33     | 20     | 13     | 0      |
| C. Austin     | 61              | 53              | 12              | 39              | 6               | 61     | 53     | 12     | 39     | 6      |
| M. Brinkley   | 118             | 1               | 1               | 0               | 0               | 118    | 1      | 1      | 0      | 0      |
| I. Castellana | 18              | 32              | 14              | 16              | 2               | 18     | 32     | 14     | 16     | 2      |
| J. Dejno      | 82              | 294             | 241             | 35              | 18              | 82     | 294    | 241    | 35     | 18     |
| P. Friedman   | 0               | 0               | 0               | 0               | 0               | 0      | 0      | 0      | 0      | 0      |
| C. Hughes     | 103             | 254             | 195             | 55              | 4               | 103    | 254    | 195    | 55     | 4      |
| S. Kevorken   | 111             | 318             | 178             | 122             | 18              | 111    | 318    | 178    | 122    | 18     |
| Z. La Cavera  | 99              | 275             | 280             | 69              | 26              | 99     | 275    | 280    | 69     | 26     |
| C. Mehring    | 107             | 335             | 188             | 134             | 13              | 107    | 335    | 188    | 134    | 13     |
| K. Russell    | 36              | 102             | 74              | 19              | 9               | 36     | 102    | 74     | 19     | 9      |
| D. Stork      | 74              | 44              | 1               | 38              | 5               | 74     | 44     | 1      | 38     | 5      |
| K. Tillie     | 105             | 493             | 395             | 64              | 34              | 105    | 493    | 395    | 64     | 34     |
| T. Woloson    | 88              | 9               | 2               | 2               | 5               | 88     | 9      | 2      | 2      | 5      |

P = presenze; PT = punti totali; AV = attacchi vincenti; MV = muri vincenti; BV = battute vincenti

## Premi individuali
- Michael Brinkley:

AVCA Division I NCAA All-America First Team
National All-Tournament Team
All-MPSF First Team
- Kévin Tillie:

AVCA Division I NCAA All-America First Team
National All-Tournament Team
All-MPSF First Team
- Collin Mehring:

AVCA Division I NCAA All-America Second Team
National All-Tournament Team
All-MPSF Second Team
- Connor Hughes:

National Most Outstanding Player
- Christopher Austin:

National All-Tournament Team
- Scott Kevorken:

All-MPSF Second Team